# Santiago Challenger 2014
Il Santiago Challenger 2014, noto come Challenger ATP Cachantún Cup per motivi di sponsorizzazione, è stato un torneo di tennis facente parte della categoria ATP Challenger Tour nell'ambito dell'ATP Challenger Tour 2014. È stata la 9ª edizione del torneo che si è giocato al Club Palestino di Las Condes nella Regione Metropolitana di Santiago in Cile dal 14 al 20 aprile 2014 su campi in terra rossa e aveva un montepremi di $40,000+H.

## Partecipanti singolare

### Teste di serie
| Nazionalità | Giocatore        | Ranking | Testa di serie |
| ----------- | ---------------- | ------- | -------------- |
| Stati Uniti | Denis Kudla      | 108     | 1              |
| Argentina   | Facundo Argüello | 123     | 2              |
| Argentina   | Guido Andreozzi  | 139     | 3              |
| Stati Uniti | Wayne Odesnik    | 144     | 4              |
| Australia   | James Duckworth  | 161     | 5              |
| Francia     | Lucas Pouille    | 180     | 6              |
| Argentina   | Renzo Olivo      | 204     | 7              |
| Argentina   | Andrea Collarini | 205     | 8              |

### Altri partecipanti
Giocatori che hanno ricevuto una wild card:
- Guillermo Nunez
- Matias Sborowit
- Bastián Malla
- Nicolás Jarry

Giocatori che sono passati dalle qualificazioni:
- Pedro Cachín
- Jorge Aguilar
- Thiemo de Bakker
- Juan Pablo Paz

## Partecipanti doppio

### Teste di serie
| Nazionalità     | Giocatore       | Nazionalità | Giocatore               | Ranking | Testa di serie |
| --------------- | --------------- | ----------- | ----------------------- | ------- | -------------- |
| Rep. Dominicana | José Hernández  | Argentina   | Eduardo Schwank         | 601     | 1              |
| Bolivia         | Hugo Dellien    | Argentina   | Renzo Olivo             | 648     | 2              |
| Cile            | Jorge Aguilar   | Cile        | Hans Podlipnik-Castillo | 636     | 3              |
| Argentina       | Guido Andreozzi | Argentina   | Andrea Collarini        | 647     | 4              |

### Altri partecipanti
Coppie che hanno ricevuto una wild card:
- David Fleming /  Víctor Núñez
- Alejandro Fabbri /  Tomas Lipovsek Puches
- Pedro Cachín /  Guillermo Nunez

## Vincitori

### Singolare
Thiemo de Bakker ha battuto in finale  James Duckworth con il punteggio di 4–6, 7–6(12–10), 6–1

### Doppio
Cristian Garín /  Nicolás Jarry hanno battuto in finale  Jorge Aguilar /  Hans Podlipnik-Castillo per walkover